# Bảo tàng Cách mạng Triều Tiên
Bảo tàng Cách mạng Triều Tiên (tiếng Hàn: 조선 혁명 박물관), nằm ở Bình Nhưỡng, Triều Tiên, được thành lập vào ngày 1 tháng 8 năm 1948 và tổ chức một cuộc triển lãm lớn các vật dụng liên quan đến Kim Il-sung và phong trào cách mạng Triều Tiên. Bảo tàng nằm ở phía sau Đài tưởng niệm Mansu Hill Grand và tiếp giáp với Hội trường Mansudae, trụ sở của Hội đồng Nhân dân Tối cao, cơ quan lập pháp của Triều Tiên.
Bảo tàng Cách mạng Triều Tiên bao gồm các giai đoạn lịch sử từ năm 1860 đến nay, bao gồm các cuộc kháng chiến chống Nhật, chiến tranh Triều Tiên và thời kỳ xây dựng xã hội chủ nghĩa. Nó có 90 phòng chứa các vật dụng liên quan đến Kim Nhật Thành và các cộng sự của ông, sự thống nhất Triều Tiên, cộng đồng người Triều Tiên và các trận chiến lịch sử khác nhau. Kể từ khi thành lập, nó đã tiếp đón 27 triệu du khách đến từ Triều Tiên và nước ngoài. Với diện tích 240.000 mét vuông, nó cũng là một trong những công trình kiến trúc lớn nhất thế giới. Bảo tàng đã trải qua quá trình cải tạo lớn và hoàn thành vào năm 2017.